# Tarantasca
Tarantasca (Tarantasca in piemontese) è un comune italiano di 2 201 abitanti della provincia di Cuneo in Piemonte.

## Geografia fisica
Tarantasca si trova circa 13 chilometri a nord di Cuneo.
Posto sulla sinistra orografica del torrente Grana, il territorio è relativamente pianeggiante con dislivello di poco superiore ai 50 m agli estremi del territorio comunale con andamento altimetrico da ovest ad est.

## Storia
Una tradizione popolare, che fu adottata dall'autore dei Secoli di Cuneo, pretende che Tarantasca sia l'antico borgo o città di Quaranta, il cui nome in progresso di tempo si sia corrotto in Taranta, e successivamente in Tarantasca; ma nell'articolo Caraglio vol. III, pag. 473, è dimostrato qual fosse il sito di Quadraginta, di cui più non esiste traccia. Vari monumenti romani che furono rinvenuti a Passatore poco distante dal luogo dell'antica Quaranta, appartengono certamente a quest'ultimo borgo. Monsignor Agostino della Chiesa crede che s. Belegno o San Benigno fosse la parrocchia dell'antico luogo di Quaranta, che chiamasi Quadraginta in una carta dell'anno 1028, e Quaranta in un diploma di Arrigo I. Un posteriore diploma di Federico I del 1162 a pro di un Anselmo de Quadraginta, dimostra che il nome di questo vetustissimo borgo era ancora presente e lo è anche nella seconda metà del secolo XII in un diploma del 6 giugno 1226, in cui Federico II confermò le concessioni fatte a Bonifacio de Languellia figliuolo del suddetto Anselmo de Quadraginta.

Tarantasca veniva compreso nell'appannaggio del duca del Chiablese.

Anticamente faceva parte della diocesi di Torino; fu poi aggregato a quella di Fossano nel 1592, e finalmente fece parte della diocesi di Saluzzo.

Nell'epoca dell'ultimo assedio di Cuneo, prima della decisiva battaglia di Marengo, il villaggio di Tarantasca fu occupato ora dagli austriaci, ed ora dai francesi, tra i quali ivi accaddero alcuni fatti d'armi.
L'11 gennaio 1808 un decreto napoleonico elevava in comune autonomo la città di Tarantasca che insediava solennemente la sua prima amministrazione nel marzo dell'anno stesso. Alla caduta dell'Impero Napoleonico, la città di Busca tenta ancora una volta di riprendere Tarantasca ma Vittorio Emanuele I di Savoia ne riconferma in data 8 maggio 1817, l'autonomia e da quell'epoca s'inizia lo sviluppo edilizio ed economico del paese.

## Monumenti e luoghi d'interesse
- Chiesa di San Bernardo

## Società

### Evoluzione demografica
Abitanti censiti

### Etnie e minoranze straniere
Secondo i dati Istat al 31 dicembre 2017, i cittadini stranieri residenti a Tarantasca sono 130, così suddivisi per nazionalità, elencando per le presenze più significative:
1. Romania, 36

## Cultura

### Eventi
- Festa Patronale dell'Assunta e di San Bernardo Abate (seconda metà di agosto)
- Fiera di Primavera e Sagra del Coniglio (mese di maggio)
- Onde Sonore (manifestazione musicale e gastronomica che si svolge nel mese di luglio)

## Economia
Comune prevalentemente agricolo, produce frumento, mais, legumi (tipico 'fagiolo di Cuneo'), frutta di varie specie (mela, pesca, pera, susina, kiwi).

Sono presenti inoltre allevamenti bovini, suinicoli, cunicoli.

Le attività industriali comprendono uno stabilimento di trasformazione della frutta e verdura che realizza semilavorati per l'industria alimentare.

Importanti società commerciali (attive principalmente nel settore Horeca) sono presenti nella Z.P. Tarantasca Nord.

## Amministrazione
Di seguito è presentata una tabella relativa alle amministrazioni che si sono succedute in questo comune.
| Periodo        | Periodo        | Primo cittadino   | Partito                      | Carica  | Note  |
| -------------- | -------------- | ----------------- | ---------------------------- | ------- | ----- |
| 11 giugno 1985 | 5 giugno 1990  | Riccardo Rosso    | Democrazia Cristiana         | Sindaco | [ 8 ] |
| 5 giugno 1990  | 24 aprile 1995 | Riccardo Rosso    | Democrazia Cristiana         | Sindaco | [ 8 ] |
| 24 aprile 1995 | 14 giugno 1999 | Riccardo Rosso    | lista civica                 | Sindaco | [ 8 ] |
| 14 giugno 1999 | 14 giugno 2004 | Riccardo Rosso    | lista civica                 | Sindaco | [ 8 ] |
| 14 giugno 2004 | 8 giugno 2009  | Bruna Giordano    | lista civica                 | Sindaco | [ 8 ] |
| 8 giugno 2009  | 26 maggio 2014 | Bruna Giordano    | lista civica                 | Sindaco | [ 8 ] |
| 26 maggio 2014 | 27 maggio 2019 | Bruna Giordano    | lista civica Tarantasca 2014 | Sindaco | [ 8 ] |
| 27 maggio 2019 | 8 giugno 2024  | Giancarlo Armando | lista civica Tarantasca 2019 | Sindaco | [ 8 ] |
| 9 giugno 2024  | in corso       | Giancarlo Armando | Lista Civica Tarantasca 2024 | Sindaco |       |

## Sport

### Calcio
La principale attività sportiva è il calcio, la squadra rappresentante il paese è l'Asd Tarantasca 2018 che vanta un ampio settore giovanile, una squadra giovanile femminile, una prima squadra femminile a 5, una squadra a 7 di ACSI e una prima squadra militante in 3ª categoria FIGC.

## Infrastrutture e trasporti
A Tarantasca si intersecano le strade provinciali 25 (Villafalletto-Madonna dell'Olmo) e 179 (Centallo-Caraglio).
Il comune è servito dall'autolinea 7, che la collega con Cuneo via Madonna dell'Olmo, Roata Rossi, San Benigno, con estensioni a Santa Cristina, Villafalletto e Vottignasco. In periodo scolastico opera anche la linea 188, da e per Dronero.

## Galleria d'immagini

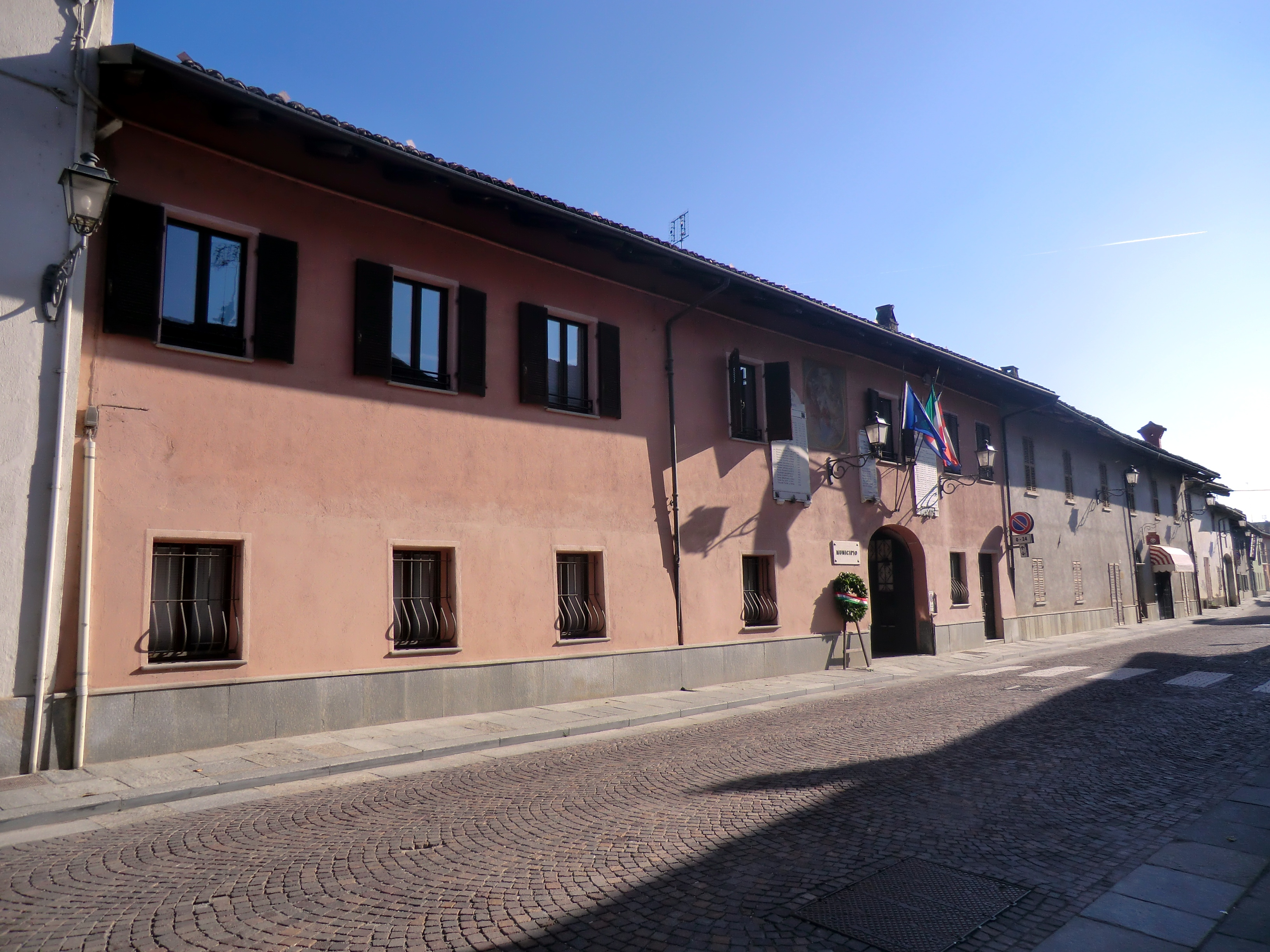
Municipio
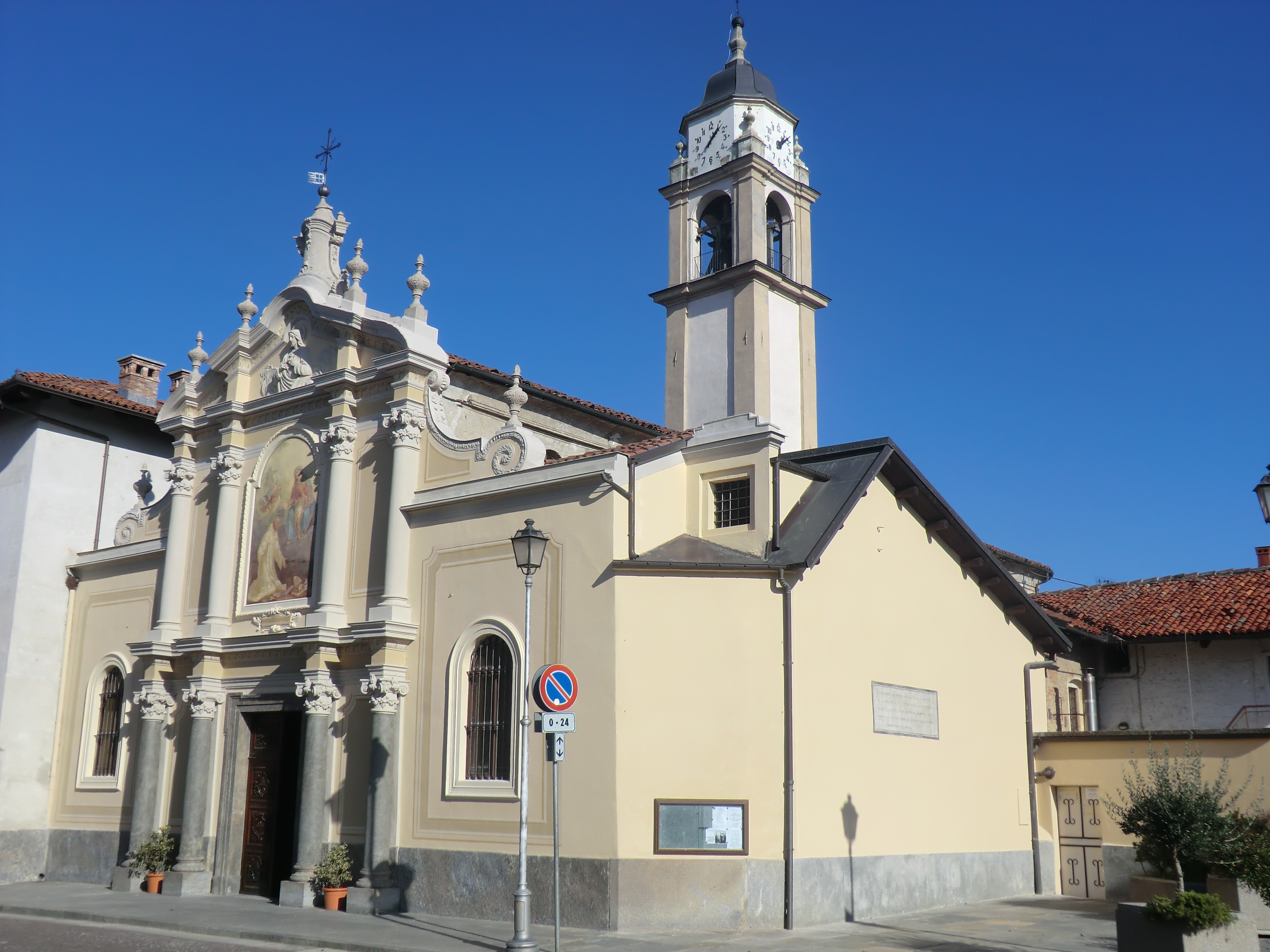
Chiesa parrocchiale di San Bernardo
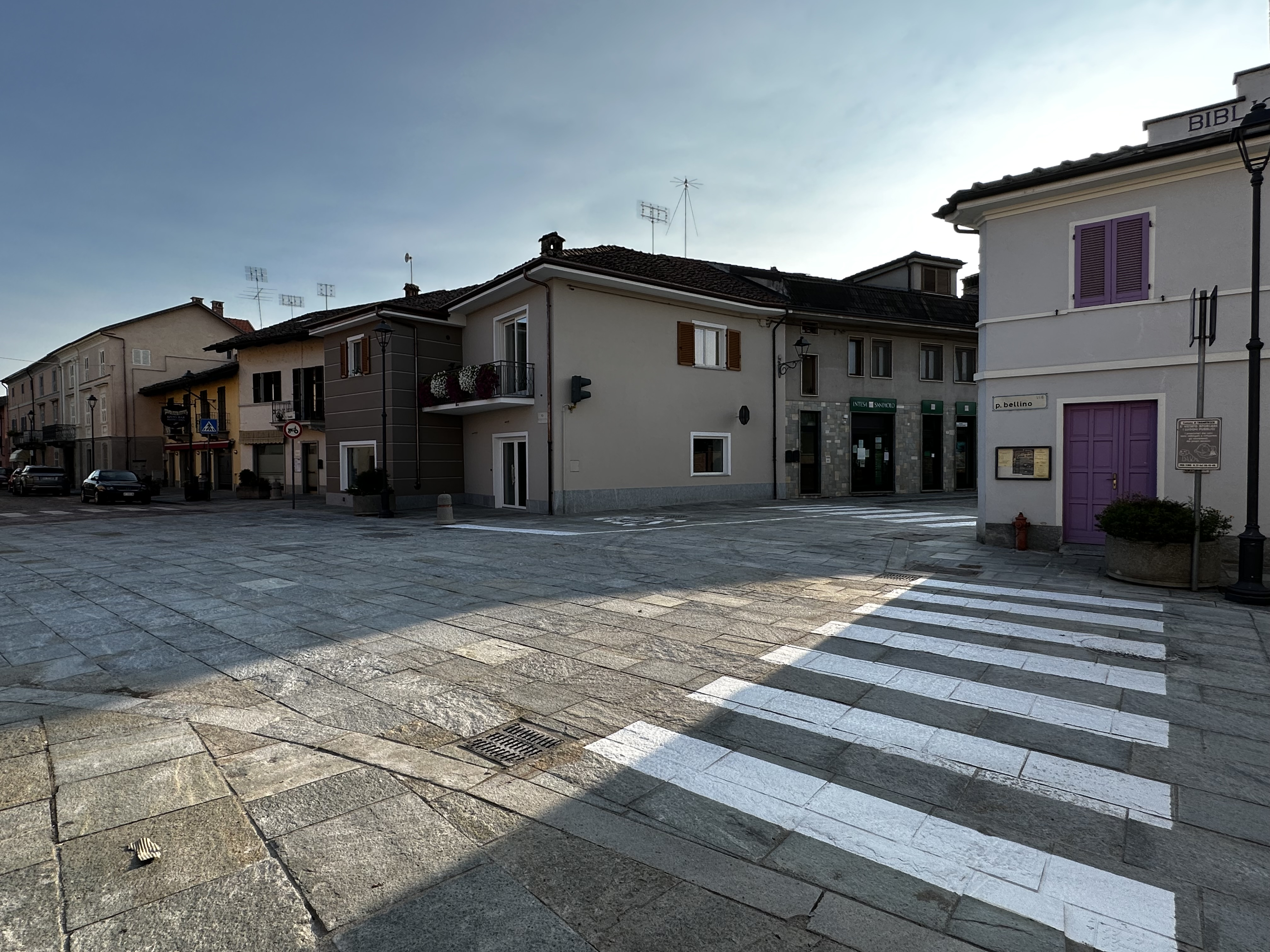
Centro storico di Tarantasca
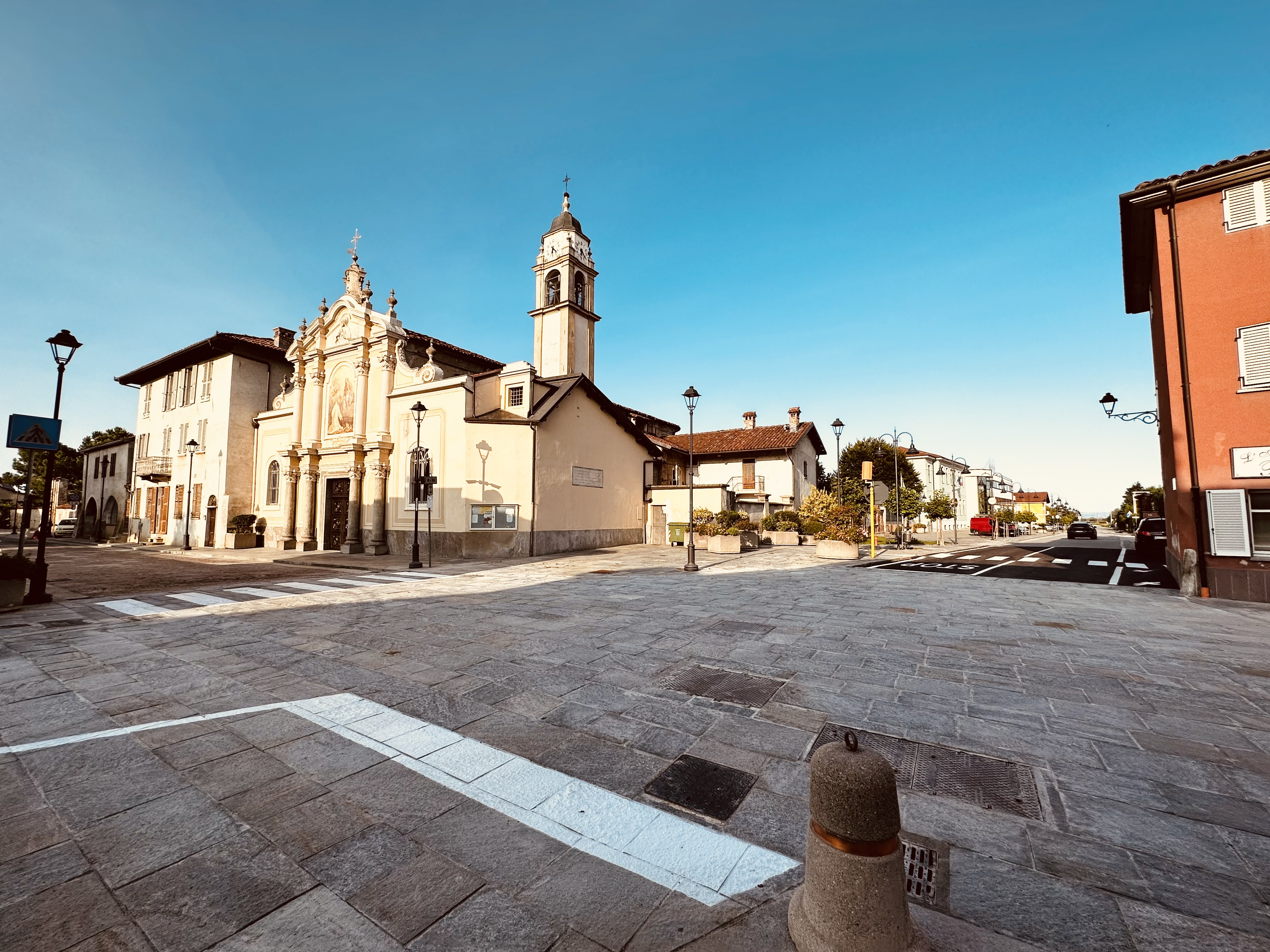
Centro storico di Tarantasca e Parrocchiale di San Bernardo
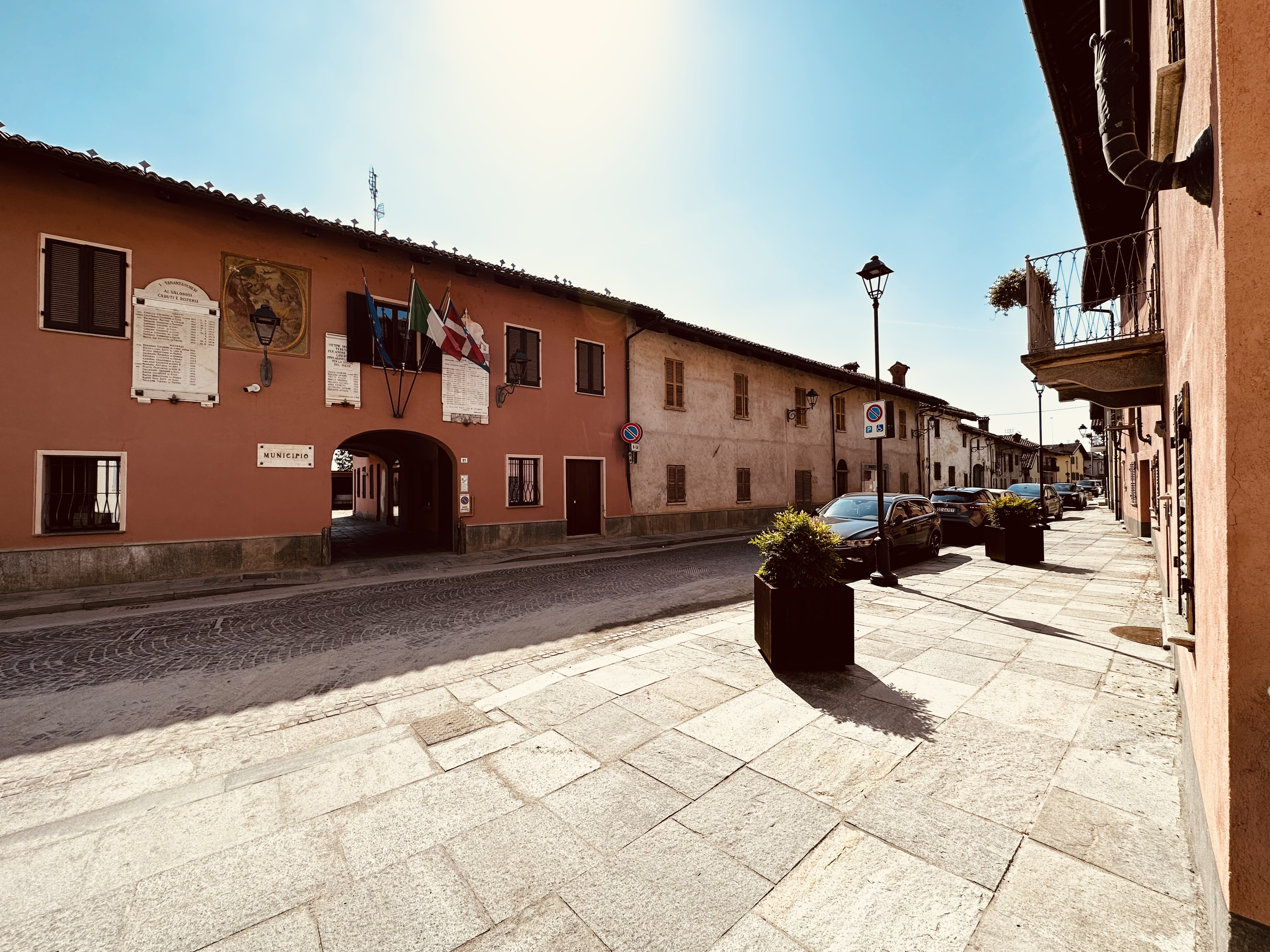
Municipio di Tarantasca e piazzetta
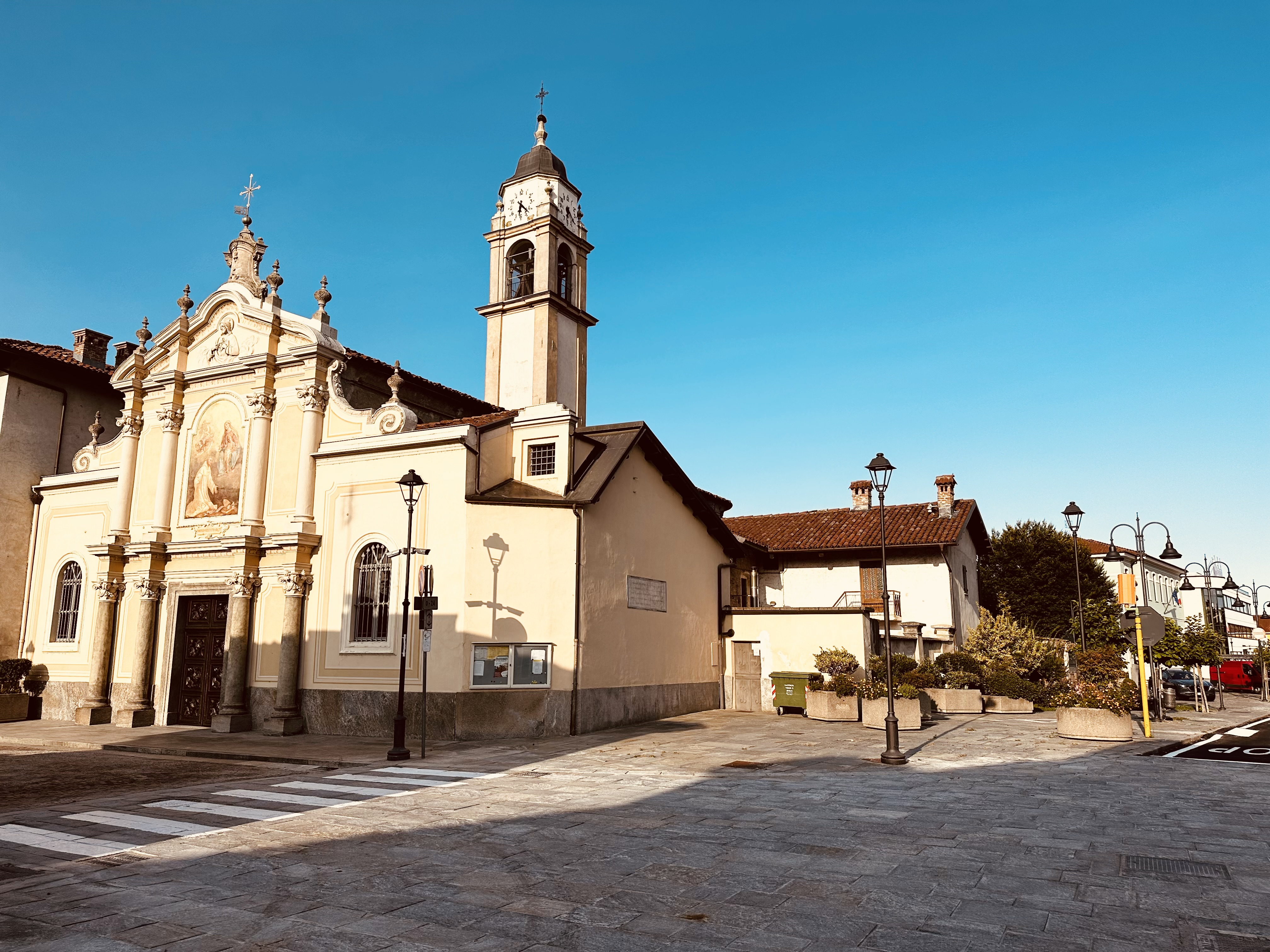
Chiesa di San Bernardo di Tarantasca
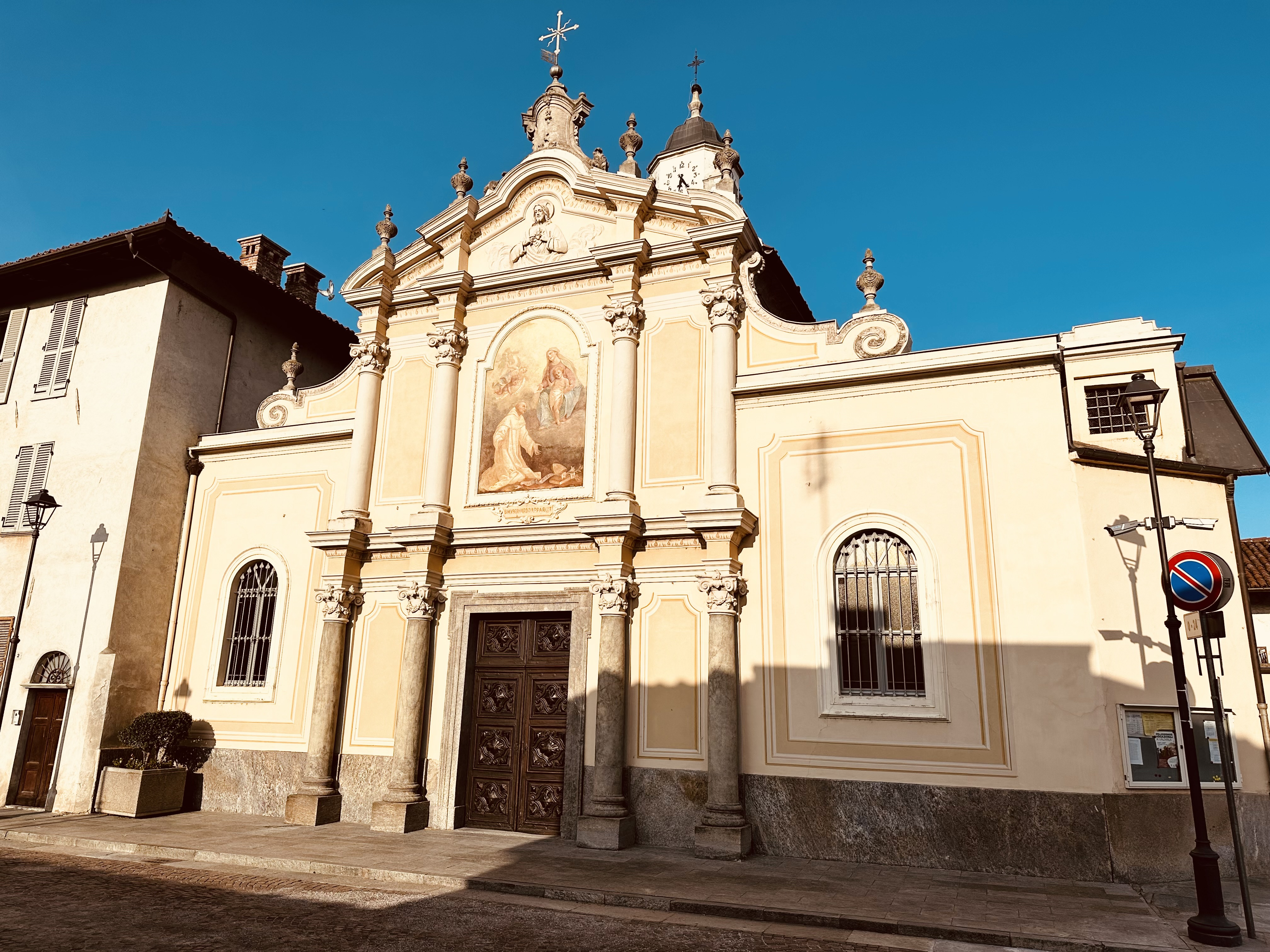
Chiesa Parrocchiale di San Bernardo
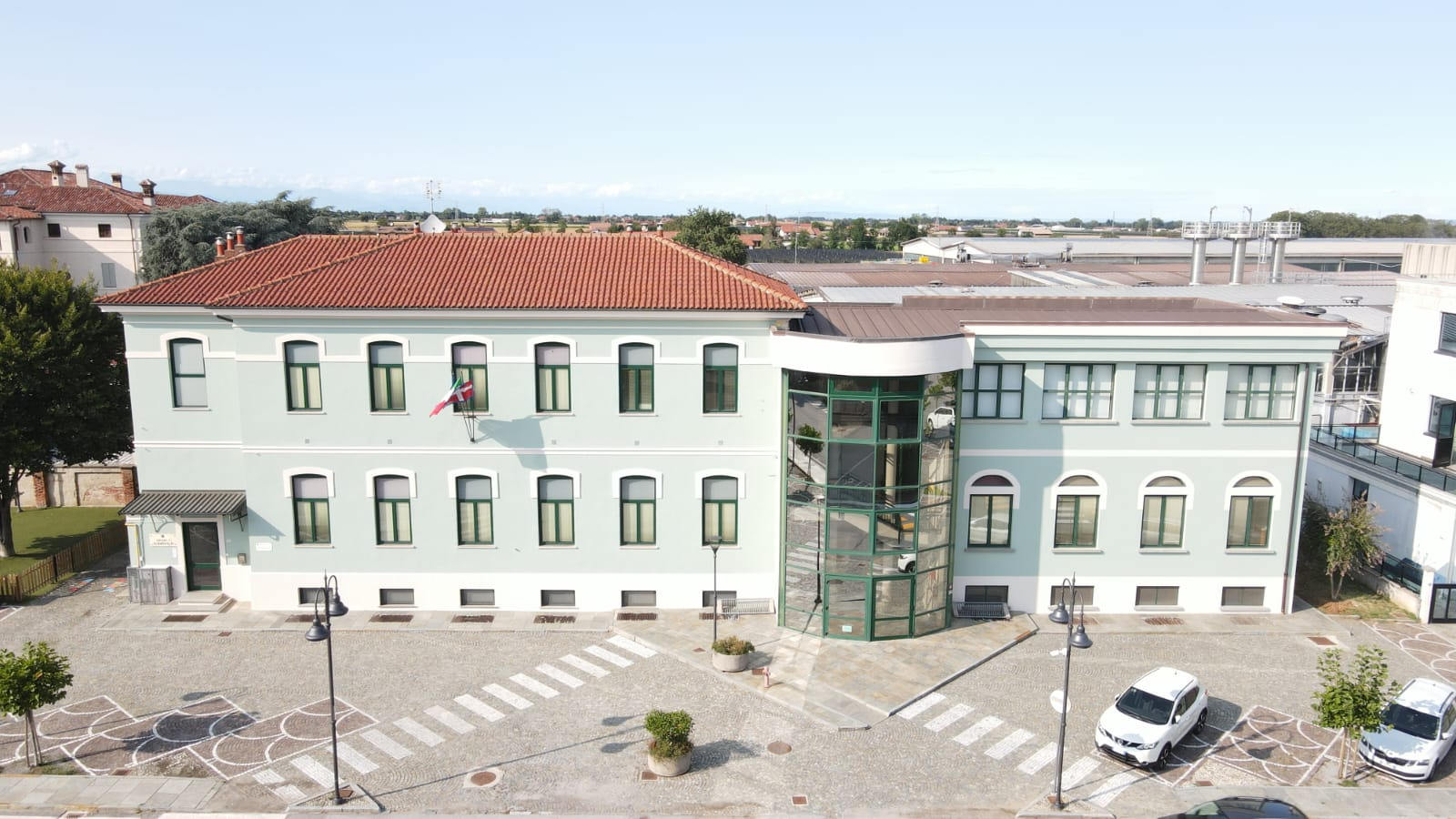
Scuola Primaria di Tarantasca
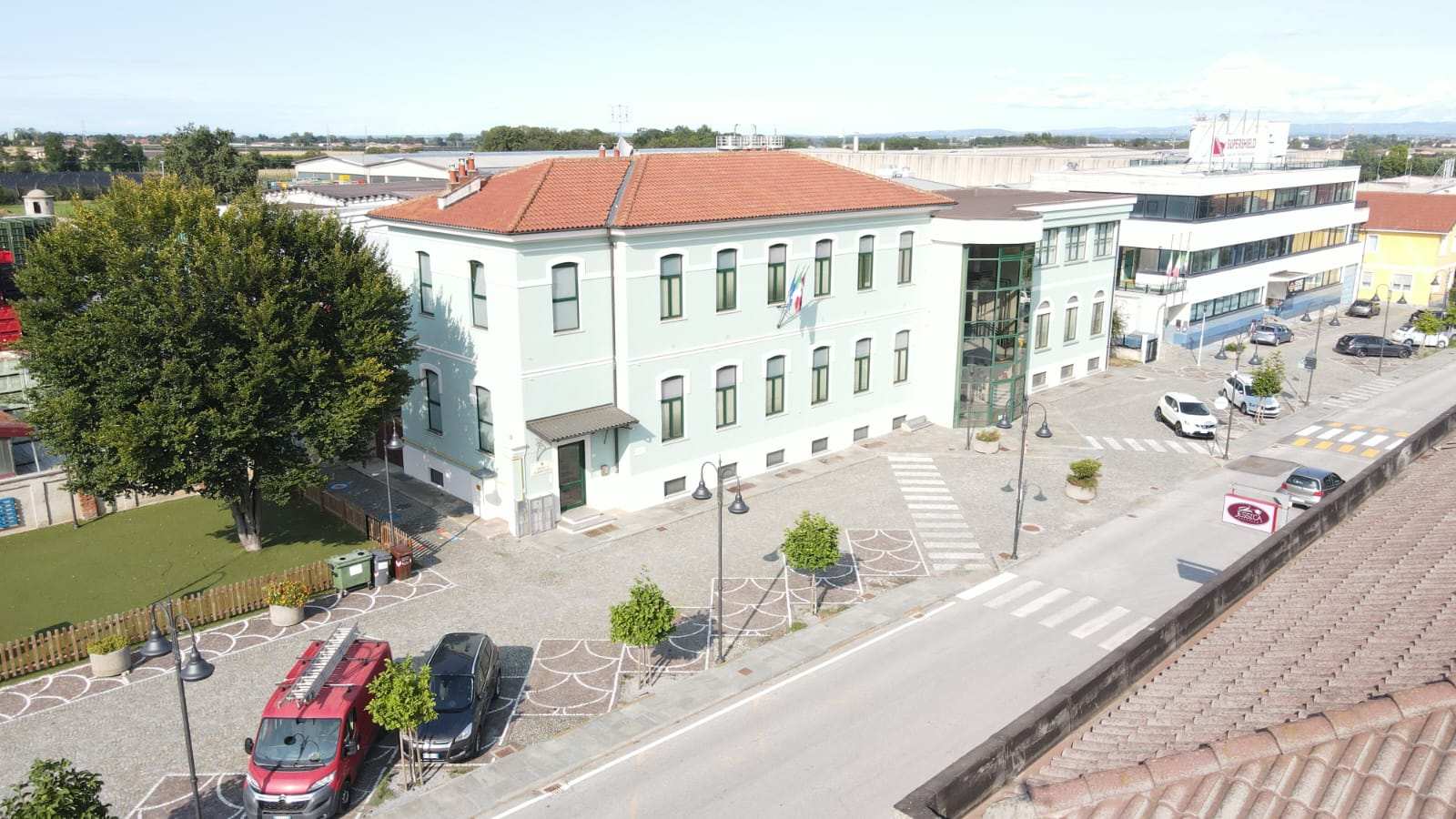
Scuola Primaria di Tarantasca e Piazza Marconi
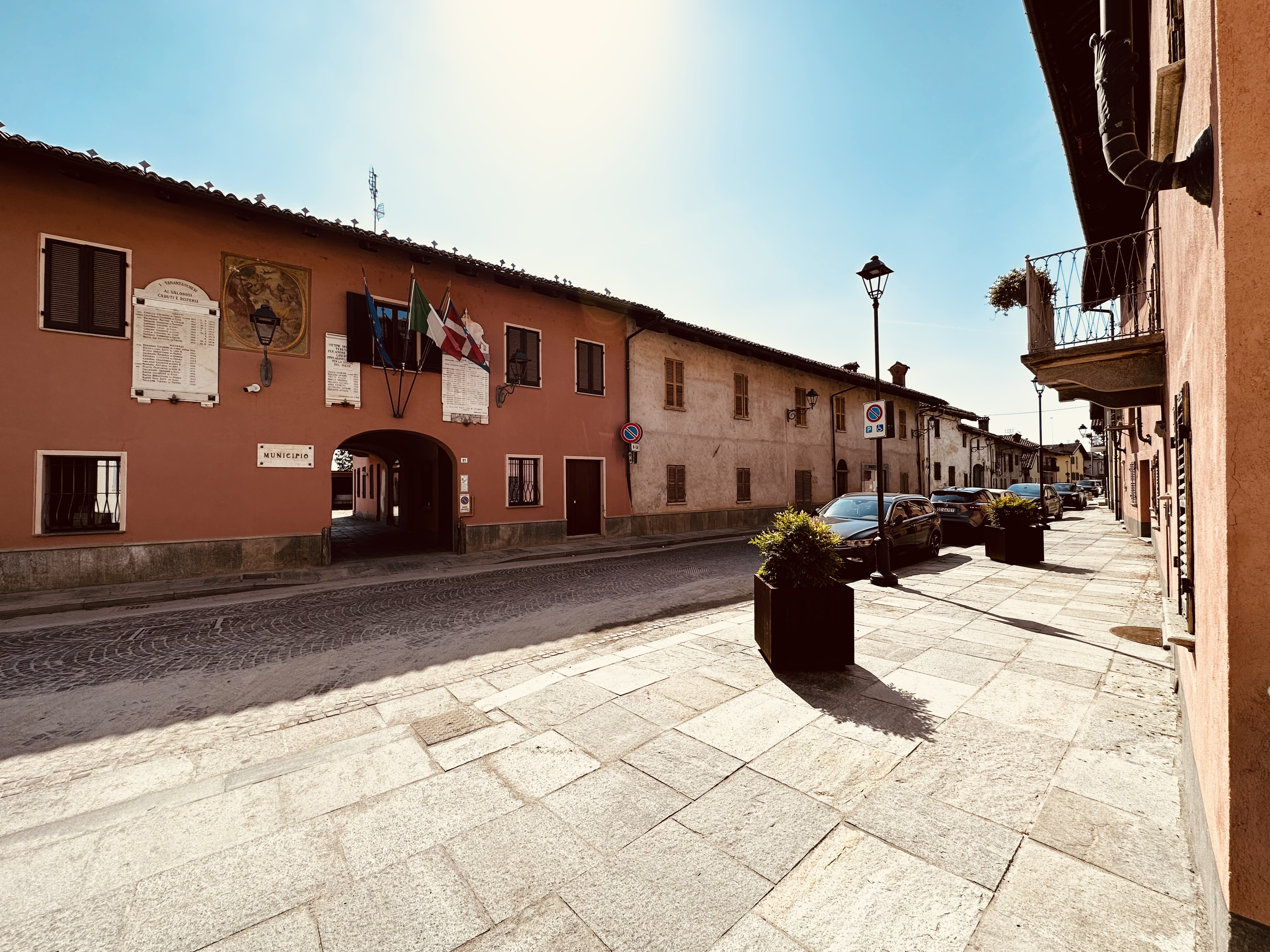
Municipio di Tarantasca e piazzetta